# Кузнецов, Дмитрий Иванович (адмирал)
Дмитрий Иванович Кузнецов (1805—1889) — русский военно-морской деятель, адмирал.

## Служба
Родился в 1805 году. После окончания Морского кадетского корпуса в 1822 году, поступил на военно-морскую службу. В 1824 году получил чин офицера, и до 1846 года служил на Балтике. В 1846—1848 годах командовал фрегатом «Мельпомена» в Балтийском и Северном морях, с 1848 года кораблями «Сисой Великой», с 1853 — «Не тронь меня», «Орёл». В 1846 году награжден орденом Св. Анны 3-й степени. 
С 1854 по 1855 год командовал пароходом «Нева». В чине капитан-лейтенанта во время Крымской войны участвовал в обороне Кронштадта. За отличие во время кампаний Дмитрию Ивановичу был присвоен чин капитана 2-го ранга.
В 1857 году возглавил 1-й Амурский отряд винтовых судов, с которым 19 сентября 1857 года впервые в истории России вышел из Кронштадта на Дальний Восток к устью Амура. В отряд вошли корветы «Воевода» (капитан-лейтенант Ф. Я. Брюммер), «Новик» (капитан-лейтенант Стааль 2-й), «Боярин» (капитан 2-го ранга Гревенс), и клипера «Джигит» (капитан-лейтенант Г. Г. Майдель), «Пластун» (капитан-лейтенант Мацкевич), «Стрелок» (капитан-лейтенант И. И. Федорович), а также транспорт Русско-американской Компании «Император Николай I». Штаб Д. И. Кузнецова располагался на корвете «Воевода» (секретарь начальника отряда, коллежский асессор барон А. Е. Врангель, дежурный штаб-офицер лейтенант Давыдов, старший штурманский офицер подпоручик Казаков). Во время похода, 17 апреля 1858 года Дмитрий Иванович произведён в контр-адмиралы. По завершении перехода вернулся на Балтику.
До 1860 года — младший флагман Балтийского флота; 11 января 1860 года был назначен командиром Каспийской флотской бригады, 20 марта 1860 года — младшим флагманом Каспийской флотилии. С 1860 года по 1861 год служил на Каспийском море; 23 апреля 1861 года назначен младшим флагманом Балтийского флота; 17 апреля 1863 года — вторым кронштадтским комендантом, 19 апреля 1864 года был награждён орденом Св. Станислава 1-й степени. 
С 28 октября 1866 года — вице-адмирал; 17 апреля 1870 года награжден орденом Св. Анны 1-й степени. 
В 1871 году уже в звании вице-адмирала отчислен от должности по болезни. Но позже возвращён на службу. В 1878 году был членом Главного военно-морского суда, и 16 апреля произведен в адмиралы.
В 1881 году был награждён орденом Св. Владимира 2-й степени, в 1883 году — орденом Белого орла, а 1 января 1888 года — орденом Св. Александра Невского.
Умер 16 (28) ноября 1889 года. Похоронен на Смоленском православном кладбище.

## Мемуары
- Кузнецов Д. И. Первый Амурский отряд (начало) // Гангут : журнал. — СПб., 2009. — Вып. 51. — С. 130—142.
- Кузнецов Д. И. Первый Амурский отряд (начало) // Гангут : журнал. — СПб., 2009. — Вып. 52. — С. 114—128.
- Кузнецов Д. И. Первый Амурский отряд (начало) // Гангут : журнал. — СПб., 2009. — Вып. 53. — С. 126—143.
- Кузнецов Д. И. Смотр фрегату «Светлана», произведенный на Кронштадтском рейде // Морской Сборник. — СПб., 1862. — № 9. — С. 10–15.

## Память
- В честь Д. И. Кузнецова в 1947 году назван мыс на Крильонском полуострове, который является северным входным мысом западного входа в пролив Лаперуза.
- Также в честь Дмитрия Ивановича назван маяк вблизи мыса Кузнецова (штатный номер маяка по книге «Огни и знаки Тихоокеанского побережья России» издания 2010 года — 2150, международный номер маяка по издаваемому Великобританией описанию огней — М 7800[9]. Широта 46°02,6’N, долгота 141°55,1’Е
- В честь Д. И. Кузнецова названы: мыс в Беринговом море (Анадырский залив, мыс обследован в 1876 году экипажем клипера «Всадник», тогда же было присвоено название мысу) и мыс в Японском море (залив Петра Великого, название мысу было присвоено не позднее 1873 г.)[10].